# Triathlon aux Jeux paralympiques d'été de 2016
Navigation
Édition suivante

Le paratriathlon est inclus au programme des Jeux paralympiques pour la première fois aux Jeux d'été de 2016 à Rio de Janeiro au Brésil. L'épreuve se compose de 750 m en natation, de 20 km à vélo et de 5 km en course à pied (distance S). Les triathlètes hommes et femmes concourent dans des épreuves différenciées. Elles se déroulent au Fort Copacabana les 10 et 11 septembre 2016.

## Format et site

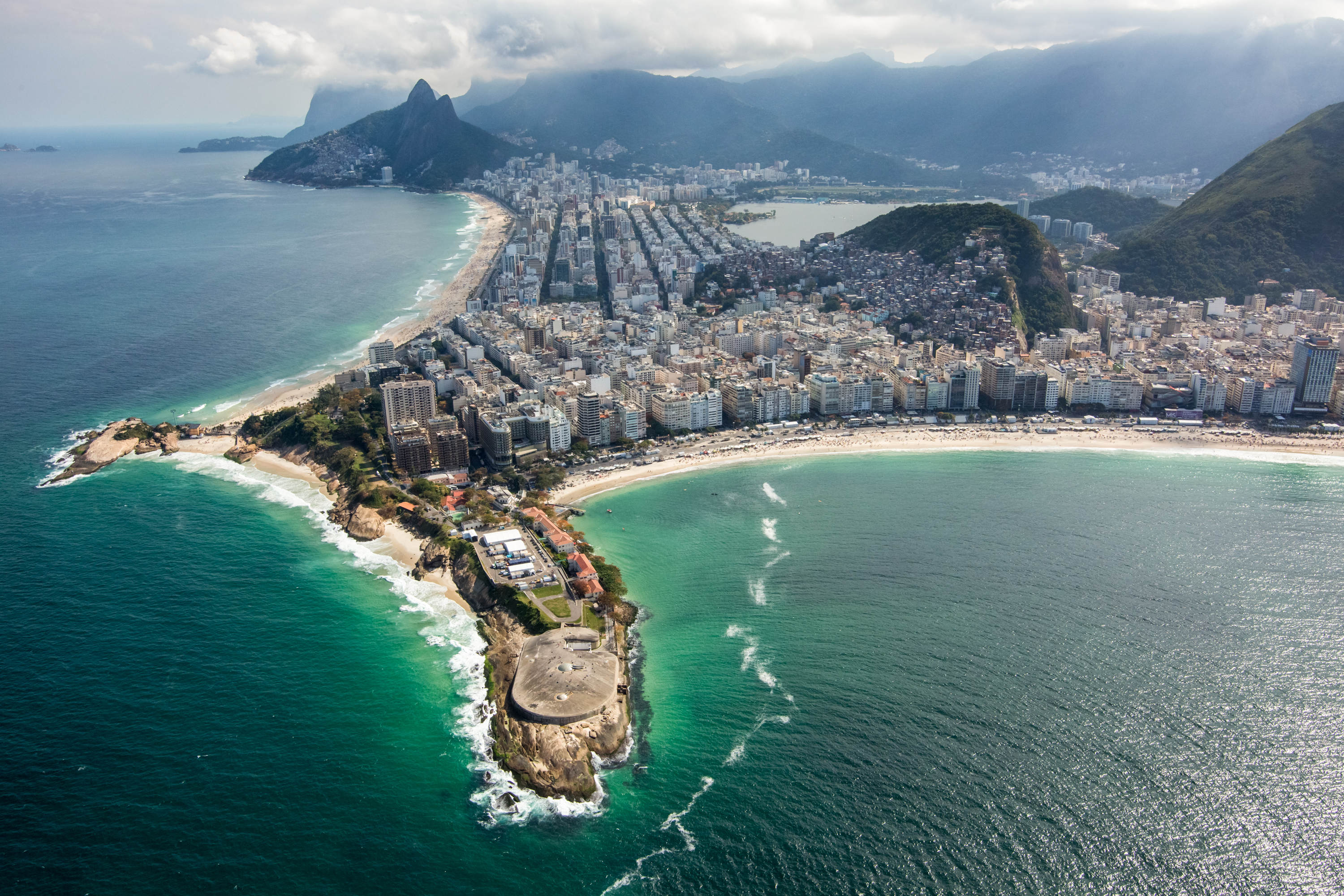
Un extrait montre la frontière entre Ipanema et Copacabana. La zone située au début de la plage de Copacabana sera le théâtre du marathon aquatique et du triathlon de natation.

La compétition se déroule sur le format standard international dénommé « distance sprint », d'une longueur totale de 25,75 kilomètres décomposés en 750 mètres de natation en eau vive, 20 kilomètres de vélo de route et 5 kilomètres de course à pied. Les temps de transition entre chaque épreuve font partie du temps global de l'épreuve. Les épreuves masculines et féminines sont différenciées. Le site des épreuves est celui du Fort Copacabana. 60 dossards sont attribués pour cette olympiade par le Comité international paralympique, deux supplémentaires sont octroyés au pays organisateur, le Brésil, ce qui porte le total à 62 paratriathlètes hommes et femmes engagés dans la compétition.

## Qualification
Pour cette première édition seuls les paratriathlètes des catégories PT1, PT2 et PT4 pour les hommes et PT2, PT4 et PT5 pour les femmes prennent part au circuit de qualification paralympique.
La période de qualification couvre les douze mois précédant l’événement, du 1er juillet 2015 au 30 juin 2016. Les paratriathlètes doivent, pour se qualifier, participer à des épreuves du circuit international de paratriathlon classées selon trois niveaux de points. Seuls les trois meilleurs résultats sont retenus pour le calcul de points permettant l'attribution d'un dossard paralympique. Les trente premières places des compétitions délivrent des points qualificatifs, selon une base définie et pénalisée par une décote de points de 7,5% par place inférieure.
Les événements qualificatifs pendant la période sont :
- les championnats du monde de paratriathlon qui octroient 700 points de base,
- les championnats continentaux qui octroient 400 points de base,
- les étapes du circuit international (World Paratriathlon Events) qui octroient 350 points de base.

## Calendrier
Toutes les heures correspondent à l'UTC-3
| Course             | Date         | Heure de départ                               |
| ------------------ | ------------ | --------------------------------------------- |
| Triathlon - Hommes | 10 septembre | PT2 : 10 h 00 / PT4 : 10 h 03 / PT1 : 11 h 20 |
| Triathlon - Femmes | 11 septembre | PT2 : 10 h 00 / PT4 : 10 h 03 / PT5 : 10 h 35 |

## Tableau des qualifiés
Début aout 2016 la Fédération internationale de triathlon diffuse la liste des paratriahlètes qualifiés pour la 1re course paralympique.
| Pays        | Catégorie | Nom               | Nom              | Nom               |
| ----------- | --------- | ----------------- | ---------------- | ----------------- |
| Allemagne   | PT2 homme | Stefan Loesler    |                  |                   |
| Allemagne   | PT4 homme | Martin Schulz     |                  |                   |
| Australie   | PT1 homme | Nic Beveridge     | Bill Chaffey     |                   |
| Australie   | PT2 homme | Brant Garvey      |                  |                   |
| Australie   | PT4 femme | Claire McLean     | Kate Doughty     |                   |
| Australie   | PT5 femme | Katie Kelly       |                  |                   |
| Brésil      | PT1 homme | Fernando Aranha   |                  |                   |
| Brésil      | PT4 femme | Ana Raquel Lins   |                  |                   |
| Canada      | PT4 homme | Stefan Daniel     |                  |                   |
| Canada      | PT4 femme | Chantal Givens    |                  |                   |
| Canada      | PT5 femme | Christine Robbins |                  |                   |
| Espagne     | PT4 homme | Jairo Ruiz López  |                  |                   |
| Espagne     | PT2 homme | Lionel Morales    |                  |                   |
| Espagne     | PT2 femme | Rakel Mateo       |                  |                   |
| Espagne     | PT5 femme | Susana Rodríguez  |                  |                   |
| États-Unis  | PT1 homme | Krige Schabort    |                  |                   |
| États-Unis  | PT2 homme | Mark Barr         |                  |                   |
| États-Unis  | PT4 homme | Chris Hammer      |                  |                   |
| États-Unis  | PT2 femme | Hailey Danisewicz | Allysa Seely     | Melissa Stockwell |
| États-Unis  | PT4 femme | Grace Norman      | Patricia Collins |                   |
| États-Unis  | PT5 femme | Patricia Walsh    | Elizabeth Baker  |                   |
| Finlande    | PT2 femme | Liisa Lilja       |                  |                   |
| France      | PT2 homme | Stéphane Bahier   |                  |                   |
| France      | PT4 homme | Yannick Bourseaux | Maxime Maurel    |                   |
| France      | PT2 femme | Élise Marc        |                  |                   |
| France      | PT4 femme | Gwladys Lemoussu  |                  |                   |
| Hongrie     | PT4 homme | Péter Boronkay    |                  |                   |
| Irlande     | PT5 femme | Catherine Walsh   |                  |                   |
| Italie      | PT1 homme | Giovanni Achenza  |                  |                   |
| Italie      | PT2 femme | Michele Ferrarin  | Giovanni Sasso   |                   |
| Japon       | PT1 homme | Jumpei Kimura     |                  |                   |
| Japon       | PT2 femme | Yukako Hata       |                  |                   |
| Japon       | PT5 femme | Atsuko Yamada     |                  |                   |
| Mexique     | PT4 homme | Jose Abraham      | Estrada Sierra   |                   |
| Maroc       | PT2 homme | Mohamed Lahna     |                  |                   |
| Pays-Bas    | PT1 homme | Jetze Plat        | Geert Schipper   |                   |
| Pays-Bas    | PT5 femme | Joleen Hakker     |                  |                   |
| Royaume-Uni | PT1 homme | Phil Hogg         | Joseph Townsend  |                   |
| Royaume-Uni | PT2 homme | Andrew Lewis      | Ryan Taylor      |                   |
| Royaume-Uni | PT4 femme | Clare Cunningham  | Faye McClelland  | Lauren Steadman   |
| Royaume-Uni | PT4 homme | David Hill        | George Peasgood  |                   |
| Royaume-Uni | PT5 femme | Alison Patrick    | Melissa Reid     |                   |
| Russie      | PT4 homme | Alexander Yalchik |                  |                   |
| Russie      | PT2 femme | Veronkia Gabitova |                  |                   |
| Russie      | PT4 femme | Anna Bychkova     |                  |                   |

## Résultats

### Hommes
|                                     | PT1              | Temps           | PT2                     | Temps           | PT4                 | Temps          |
| ----------------------------------- | ---------------- | --------------- | ----------------------- | --------------- | ------------------- | -------------- |
| Médaille d'or, Jeux olympiques      | Jetze Plat       | 0 h 59 min 31 s | Andrew Lewis            | 1 h 11 min 49 s | Martin Schulz       | 1 h 2 min 37 s |
| Médaille d'argent, Jeux olympiques  | Geert Schipper   | 1 h 1 min 30 s  | Michele Ferrarin        | 1 h 12 min 30 s | Stefan Daniel       | 1 h 3 min 5 s  |
| Médaille de bronze, Jeux olympiques | Giovanni Achenza | 1 h 1 min 45 s  | Mohamed Lahna           | 1 h 12 min 35 s | Jairo Ruiz López    | 1 h 3 min 14 s |
| 4e                                  | Bill Chaffey     | 1 h 3 min 1 s   | Mark Barr               | 1 h 12 min 51 s | Chris Hammer        | 1 h 3 min 43 s |
| 5e                                  | Krige Schabort   | 1 h 3 min 15 s  | Stéphane Bahier         | 1 h 13 min 30 s | Yannick Bourseaux   | 1 h 4 min 54 s |
| 6e                                  | Joseph Townsend  | 1 h 4 min 43 s  | Ryan Taylor             | 1 h 14 min 20 s | Jose Estrada Sierra | 1 h 5 min 20 s |
| 7e                                  | Fernando Aranha  | 1 h 6 min 31 s  | Lionel Morales Gonzales | 1 h 16 min 43 s | George Peasgood     | 1 h 6 min 8 s  |
| 8e                                  | Phil Hogg        | 1 h 8 min 20 s  | Stefan Loesler          | 1 h 17 min 24 s | Maxime Maurel       | 1 h 6 min 48 s |

### Femmes
|                                     | PT2                 | Temps           | PT4              | Temps           | PT5              | Temps           |
| ----------------------------------- | ------------------- | --------------- | ---------------- | --------------- | ---------------- | --------------- |
| Médaille d'or, Jeux olympiques      | Allysa Seely        | 1 h 22 min 55 s | Grace Norman     | 1 h 10 min 39 s | Katie Kelly      | 1 h 12 min 18 s |
| Médaille d'argent, Jeux olympiques  | Hailey Danisewicz   | 1 h 23 min 43 s | Lauren Steadman  | 1 h 11 min 43 s | Alison Patrick   | 1 h 13 min 20 s |
| Médaille de bronze, Jeux olympiques | Melissa Stockwell   | 1 h 25 min 24 s | Gwladys Lemoussu | 1 h 14 min 31 s | Melissa Reid     | 1 h 14 min 7 s  |
| 4e                                  | Liisa Lildja        | 1 h 26 min 1 s  | Faye McClelland  | 1 h 15 min 8 s  | Elisabeth Baker  | 1 h 14 min 34 s |
| 5e                                  | Élise Marc          | 1 h 28 min 27 s | Kate Doughty     | 1 h 15 min 50 s | Susana Rodríguez | 1 h 15 min 26 s |
| 6e                                  | Yukako Hata         | 1 h 33 min 21 s | Alisa Kolpakchy  | 1 h 18 min 35 s | Joleen Hakker    | 1 h 16 min 18 s |
| 7e                                  | Shahrzad Kiavash    | 1 h 33 min 45 s | Clare Cunningham | 1 h 19 min 2 s  | Patricia Walsh   | 1 h 17 min 55 s |
| 8e                                  | Rakel Mateo Uriarte | 1 h 40 min 33 s | Chantal Givens   | 1 h 19 min 13 s | Catherine Walsh  | 1 h 22 min 25 s |

### Tableau des médailles
| Rang  | Nation      | Or | Argent | Bronze | Total |
| ----- | ----------- | -- | ------ | ------ | ----- |
| 1     | États-Unis  | 2  | 1      | 1      | 4     |
| 2     | Royaume-Uni | 1  | 2      | 1      | 4     |
| 3     | Pays-Bas    | 1  | 1      |        | 2     |
| 4     | Allemagne   | 1  |        |        | 1     |
| 4     | Australie   | 1  |        |        | 1     |
| 5     | Italie      |    | 1      | 1      | 2     |
| 6     | Canada      |    | 1      |        | 1     |
| 7     | Espagne     |    |        | 1      | 1     |
| 7     | France      |    |        | 1      | 1     |
| 7     | Maroc       |    |        | 1      | 1     |
| Total | Total       | 6  | 6      | 6      | 18    |